# Salento (Kampanien)

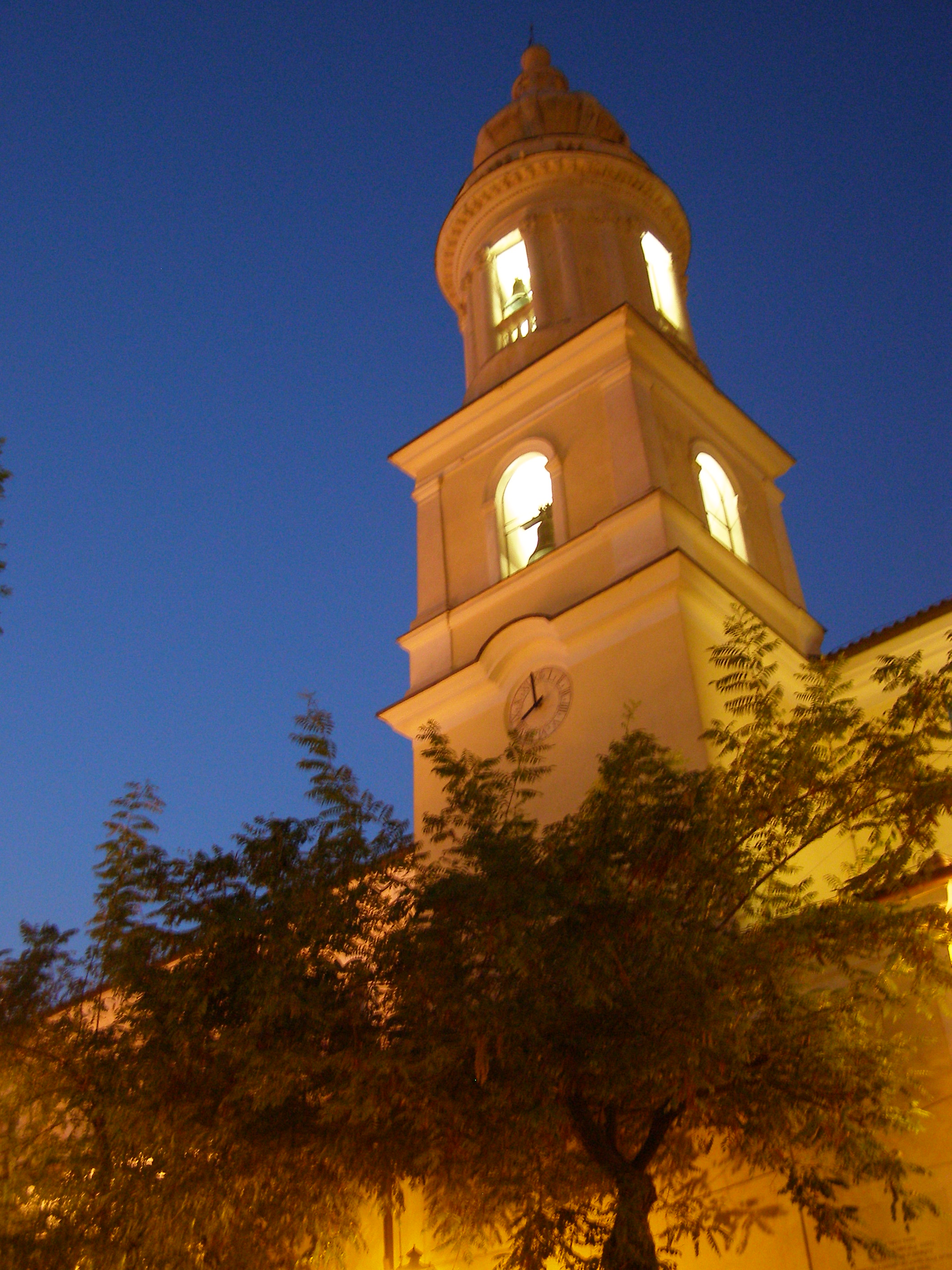
Kirchturm von Salento

Salento ist eine italienische Gemeinde in der Provinz Salerno in der Region Kampanien. Der Ort grenzt am Nationalparks Cilento und Vallo di Diano und ist Teil der Comunità Montana Zona del Gelbison e Cervati.

## Geographie
Salento hat 2009 Einwohner und eine Fläche von 23 km². Der Ortskern befindet sich 420 m über dem Meeresspiegel.
Ein weiterer Ortsteil ist Fasana.
Die Nachbargemeinden sind Casal Velino, Castelnuovo Cilento, Gioi, Lustra, Omignano, Orria, Perito und Vallo della Lucania.